# Blood from Stone (Angry Anderson)
Blood from Stone è il secondo album solista del cantante dei Rose Tattoo Angry Anderson, uscito nel 1990.
L'album contiene anche la cover degli Steppenwolf Born to Be Wild, brano pubblicato nel 1985 come singolo dai Rose Tattoo, ma mai comparso in un loro album.

## Tracce
1. Bound For Glory
2. Wild Boys
3. Heaven
4. Stone Cold
5. Fire and Water
6. Born Survivor
7. Motorbike Song
8. Love from Ashes
9. Born to Be Wild (cover degli Steppenwolf)
10. Bad Days

## Formazione
- Angry Anderson - voce
- Slice Rhammel - chitarra
- Mirke Leams - chitarra
- Mike Slamer - chitarra
- Andy Cichon - basso
- Leachim Armsel - basso
- Tim Gehrt - batteria